# Armindo Martins Videira

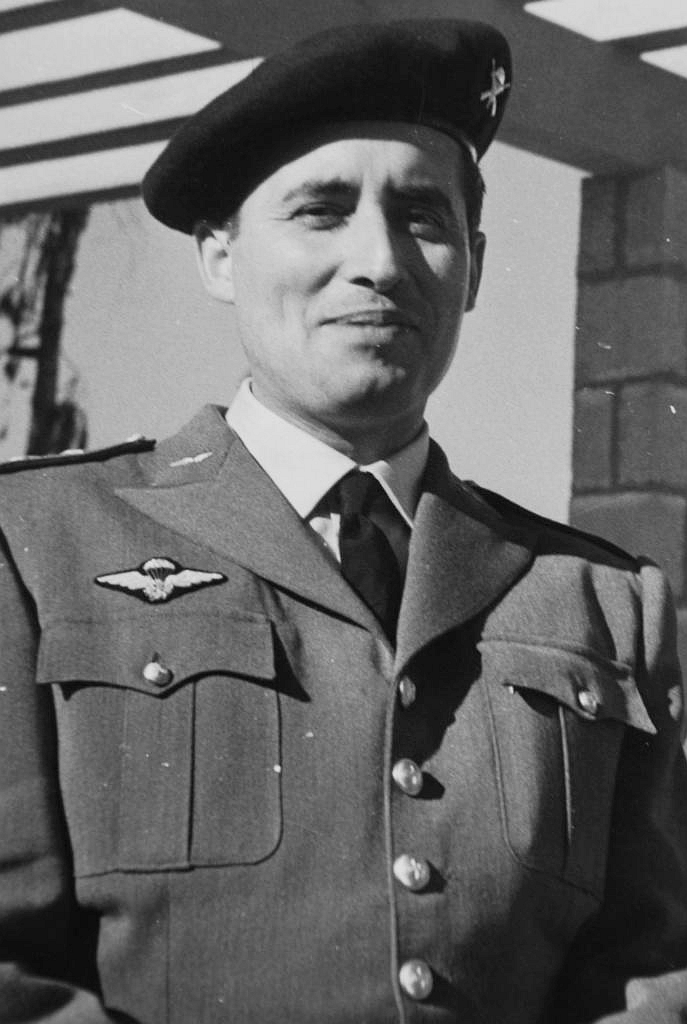
Capitão Martins Videira, o paraquedista militar português n.º 1 e primeiro comandante do BCP

Armindo Martins Videira (1922 – 1992) foi um militar e general do Exército Português. Destacou-se como paraquedista, tendo sido um dos primeiros paraquedistas militares portugueses, juntamente com o capitão Monteiro Robalo.
Foi o primeiro comandante do Batalhão de Caçadores Paraquedistas (BCP, que mais tarde seria o Regimento de Paraquedistas) de 1955 a 22 de Janeiro de 1962, tendo também sido o primeiro a realizar os primeiros saltos desta unidade de elite. Combateu na Guerra do Ultramar, onde desempenhou funções de comando e chefia, como comandante do Comando Operacional das Forças de Intervenção, comandante do Centro Operacional de Mueda ou governador militar de Tete. Neste conflito participou em diversas operações, entre as quais se destacam a Operação Nó Górdio, a operação de maior envergadura da guerra. Martins Videira faleceu em 1992, com o posto de brigadeiro na situação de Reserva.

## Biografia

### Primeiros anos como paraquedista militar
Martins Videira nasceu em Chaves no ano de 1922. Com vinte e nove anos, em 1951, e já como militar com o posto de capitão de Infantaria do Exército Português, Martins Videira e Mário Robalo, também capitão do Exército Português, frequentou o curso de paraquedismo militar na École des Troupes Aeroportées (ETAP), em Pau (França). No ano seguinte, seria promulgada a Lei 2005 (art.º n.º9) de 27 de Maio de 1952, que criou a Força Aérea Portuguesa como ramo independente das Forças Armadas e que previa a criação de uma força paraquedista.
Entre 27 de Abril e 13 de Maio de 1955, o capitão Martins Videira deslocou-se à Argélia para análise das metodologias operacionais aí empregues pelos franceses. Através do convívio com as unidades de paraquedistas francesas, empenhadas em operações de contra-subversão, Martins Videira colheu lições no empenhamento operacional de forças paraquedistas, de modo a potenciar a instrução e o treino operacional das tropas paraquedistas portuguesas.

Anos mais tarde, através da Portaria n.º 15671, de 26 de Dezembro de 1955, foi criado o Batalhão de Caçadores Paraquedistas (BCP), por iniciativa do então Subsecretário de Estado da Aeronáutica, coronel Kaúlza de Arriaga:
| “ | O batalhão de caçadores pára-quedistas terá a sua sede na área do polígono militar de Tancos, junto da base aérea nº3, que porá à sua disposição os necessários meios de transporte e lançamento aéreos. | ” |
|   | — Artº 3, Portaria Nº 15671 de 26 de Dezembro de 1955. |   |

O BCP ficou então aquartelado nas antigas instalações do extinto Batalhão de Pontoneiros. Com a instalação do BCP e dos seus militares, Martins Videira tornou-se no primeiro comandante do batalhão, sendo o seu segundo comandante Mário Robalo, militar que posteriormente também havia frequentado o curso de paraquedismo militar na ETAP.

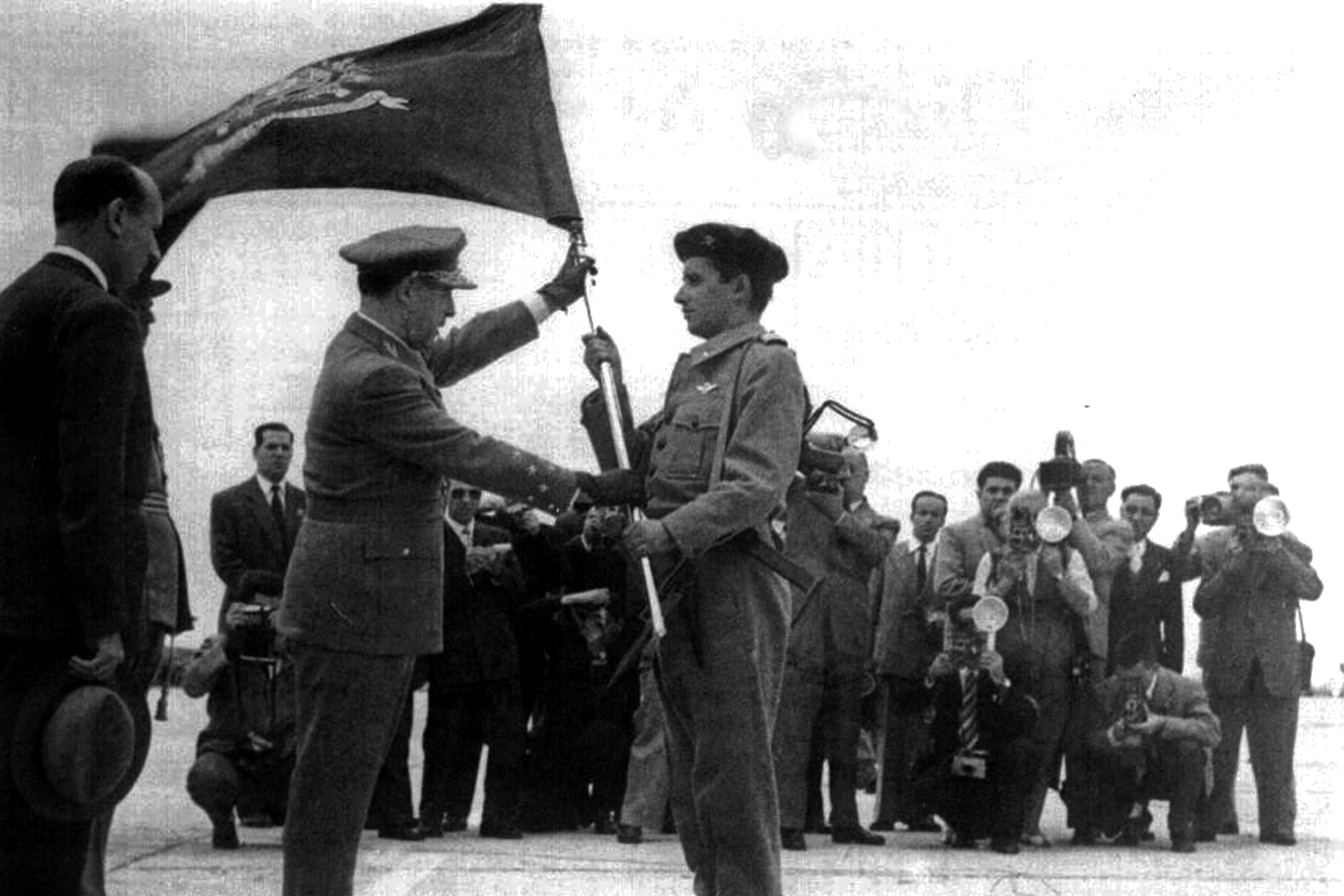
Martins Videira recebe o Estandarte Nacional do Batalhão de Caçadores Paraquedistas das mãos do Presidente da República, o general Craveiro Lopes

Sobre as instalações onde ficou colocado o BCP, Martins Videira viria a dizer, aquando das preparações para o 23 de Maio, que os edifícios do quartel eram de pedra e barro, com ervas e mato a crescer por todo o lado. Sobre as condições de serviço, declarou que chegou a ser necessário dobrar os paraquedas em mesas de refeitório. Contudo, segundo o próprio, foram empreendidos os esforços necessários para que o batalhão inaugurasse as suas novas instalações no primeiro 23 de Maio. Na inauguração, Martins Videira agradeceu aos presentes e entregou em mãos as chaves ao Subsecretário de Estado da Aeronáutica, tenente-coronel Kaúlza de Arriaga, para este abrir a Porta de Armas, numa acto simbólico de abertura oficial. No almoço que se seguiu, Kaúlza de Arriaga discursou para os presentes, onde afirmou o batalhão já era considerado uma força de elite, e que Martins Videira teria sérias tarefas à frente da unidade militar.

### Consolidação e desenvolvimento da carreira paraquedista
No dia 15 de Outubro de 1955, é realizado na então Base Aérea N.º 3 (actualmente Aeródromo Militar de Tancos) o primeiro ensaio de um lançamento de paraquedistas militares. Para o efeito, foram empregues duas aeronaves Junkers Ju-52, que lançaram o capitão Martins Videira, o tenente Rafael Durão, os alferes Soares Cunha e Fausto Marques, o sargento Coelho Gonçalves e, também, o tenente do Exército dos Estados Unidos George Haas, que na altura era um profundo conhecedor dos paraquedas que estavam a ser utilizados, o T-10.
A 8 de Novembro, tendo por objetivo a frequência de um estágio de manutenção e dobragem dos paraquedas T-10, o capitão Martins Videira chefiou uma equipa de paraquedistas que se deslocou a Evreux, em França, onde estava estacionada a 155.ª QMC (AS) do Exército dos Estados Unidos, a unidade responsável pelo estágio. Meses mais tarde, a 10 de Fevereiro de 1956, na Quinta do Álamo, Golegã, foi organizado o primeiro salto de paraquedas do BCP; Martins Videira, como comandante do batalhão, foi o primeiro a saltar da aeronave em voo. Neste mesmo ano, no dia 1 de Julho de 1956, durante a cerimónia comemorativa do Dia das Forças Aéreas, no Aeroporto Internacional da Portela, o capitão Martins Videira recebeu das mãos do Presidente da República, o General Craveiro Lopes, o Estandarte Nacional do BCP. Contudo, o primeiro guião do BCP já havia sido entregue antes, no dia 14 de Agosto de 1955 (por ocasião de uma cerimónia militar, em Lisboa, alusiva ao Dia da Infantaria), também pelo Presidente da República aos militares regressados do “Curso de Espanha”, então já sob o comando do capitão Martins Videira. No estandarte apresentava-se a divisa “Que nunca por vencidos se conheçam” (Lusíadas, VII-71).
Em 1956, Martins Videira continuava à frente do Batalhão de Caçadores Paraquedistas, que ainda tinha em si um centro de instrução de caçadores paraquedistas, duas companhias independentes de caçadores paraquedistas, e duas aeronaves Junkers Ju 52/3m.
Em 1961 foi criado o Regimento de Caçadores Paraquedistas (RCP) pela Portaria 18462, de 5 Maio 1961, com sede em Tancos, no aquartelamento do BCP, que através da mesma legislação foi extinto. Até ao final do ano, a unidade foi interinamente comandada pelo tenente-coronel Monteiro Robalo por indisponibilidade do comandante Martins Videira, então com o posto de tenente-coronel.
A 22 de Janeiro de 1962, já com o posto de coronel, Martins Videira deixou o comando da unidade paraquedista.

### Guerra do Ultramar
No final de 1969, Kaúlza de Arriaga, ainda como comandante das Forças Terrestres, cria o Comando Operacional das Forças de Intervenção (COFI), para a conjugação de esforços do Exército, Marinha e Força Aérea em missões de grande envergadura. Assume o comando do COFI o coronel Martins Videira. Sob o seu comando, uma força de 8 mil homens e outros 2 mil para apoio logístico, dos três ramos das Forças Armadas, irão participar na operação militar Nó Górdio, numa vasta área onde se calculava que estivesse cerca de 2500 guerrilheiros e 20 mil habitantes. No total, estima-se que tenham passado pelo seu comando, só para esta operação, cerca de 30 mil homens, a operação de maior envergadura executada durante toda a guerra. Contudo, apesar do sucesso da operação, do ponto de vista estratégico, o custo que a operação teve em termos de homens e equipamento era insustentável a longo prazo.
Como comandante do Centro Operacional de Mueda no final de 1971, Martins Videira questionou as autoridades relativamente à Guerra do Ultramar: “Para quê e até quando?” Esta mensagem foi transmitida numa reunião no dia 1 de Dezembro de 1971, na moradia de Marcello, no bairro de Alvalade.
Em 1972 Martins Videira é nomeado governador militar de Tete e, em 1973, já com o posto de brigadeiro-general, era comandante da Zona Operacional de Tete. Ainda no Tete, sucedeu a Rocha Simões, tendo sido escolhido a dedo por Arriaga para continuar a lançar operações. Martins Videira era um dos mais antigos paraquedistas e um veterano da operação Nó Górdio e, ao contrário de Rocha Simões, Martins Videira acreditava que a guerra poderia ser ganha pelos portugueses. Ele não gostava de tomar prisioneiros e era um comandante experiente em contra-insurgência e que dava preferência a ataques rápidos.
No Verão de 1973, na sequência de Wiriyamu, o primeiro-ministro português Marcelo Caetano demite Kaúlza de Arriaga, o único general demitido durante a guerra; também o brigadeiro Martins Videira é demitido e mandado regressar a Portugal.

### Vida pessoal
Armindo Martins Videira teve uma filha e um filho, João Luís Videira.